# Poston
Poston es un lugar designado por el censo ubicado en el condado de La Paz en el estado estadounidense de Arizona. En el Censo de 2010 tenía una población de 285 habitantes y una densidad poblacional de 80,73 personas por km².

## Geografía
Poston se encuentra ubicado en las coordenadas 33°59′32″N 114°24′16″O / 33.99222, -114.40444. Según la Oficina del Censo de los Estados Unidos, Poston tiene una superficie total de 3.53 km², de la cual 3.53 km² corresponden a tierra firme y (0%) 0 km² es agua.

## Demografía
Según el censo de 2010, había 285 personas residiendo en Poston. La densidad de población era de 80,73 hab./km². De los 285 habitantes, Poston estaba compuesto por el 5.61% blancos, el 0.7% eran afroamericanos, el 43.16% eran amerindios, el 0% eran asiáticos, el 0% eran isleños del Pacífico, el 39.65% eran de otras razas y el 10.88% pertenecían a dos o más razas. Del total de la población el 55.44% eran hispanos o latinos de cualquier raza.